# Uta Hagen
Uta Thyra Hagen (Göttingen, 12 juni 1919 - New York, 14 januari 2004) was een van oorsprong Duitse actrice, die op haar vijfde met haar familie naar de Verenigde Staten was geëmigreerd.

## Leven en werk
Hagen debuteerde in 1945 als actrice in de televisiefilm Victory, een verfilming van een boek van Joseph Conrad. Haar carrière voor de camera bleef niettemin beperkt tot een zestal titels. Mede door haar affiliatie met Paul Robeson belandde ze ten tijde van de communistenjacht van Joseph McCarthy namelijk op de Hollywood blacklist, waardoor het verboden werd haar filmrollen aan te bieden. Daardoor speelde Hagens loopbaan zich voornamelijk af in theaters, waarvoor ze driemaal een Tony Award kreeg: de eerste in 1951 voor haar rol in het toneelstuk The Country Girl van Clifford Odets en de tweede in 1963 voor het spelen van Martha in de allereerste versie van Who's Afraid of Virginia Woolf? van Edward Albee. Haar derde, speciale Tony kreeg ze in 1999 voor haar hele toneelcarrière.
Haar spaarzame rollen op film leverden haar toch een paar nominaties voor film- en televisieprijzen op. Zo werd Hagen in 1979 genomineerd voor een Saturn Award voor haar bijrol als Frieda Maloney in de boekverfilming The Boys from Brazil. Ook werd ze twee keer genomineerd voor een Daytime Emmy Award. De eerste keer was dat in 1986 voor haar spel in de soapserie One Life to Live en de tweede keer in 1988 voor dat in Seasonal Differences, een aflevering in de serie ABC Afterschool Specials.

## Privé
Hagen was van 1938 tot 1948 getrouwd met de Puerto Ricaanse acteur José Ferrer, met wie ze in 1940 dochter Leticia Ferrer kreeg. In 1957 hertrouwde ze met de Oostenrijk-Hongaarse acteur Herbert Berghof, met wie ze samenbleef tot aan zijn overlijden in 1990. Haar broer Holger Hagen werkte tussen 1954 en 1986 ook als acteur, met name voor televisieproducties.

## Filmografie
- Limón: A Life Beyond Words (2001)
- Reversal of Fortune (1990)
- A Doctor's Story (1984, televisiefilm)
- The Boys from Brazil (1978)
- The Other (1972)
- Victory (1945, televisiefilm)

- Bibsys: 90829859
- Biblioteca Nacional de España: XX1597962
- Bibliothèque nationale de France: cb14184685c (data)
- Catàleg d'autoritats de noms i títols de Catalunya: 981058527478406706
- CiNii: DA09095505
- Gemeinsame Normdatei: 116379960
- International Standard Name Identifier: 0000 0001 2143 4957
- Library of Congress Control Number: n88094554
- Bibliotheek van het Japanse parlement: 01214172
- Nationale Bibliotheek van Tsjechië: xx0174117
- Nationale bibliotheek van Australië: 35161031
- Nationale Bibliotheek van Israël: 987007317185905171
- Nationale Bibliotheek van Polen: a0000003106613
- Nederlandse Thesaurus van Auteursnamen: 130630209
- Réseau des bibliothèques de Suisse occidentale: 02-A016542207
- SNAC: w64q8kzx
- Système universitaire de documentation: 09568798X
- Trove: 846876
- Virtual International Authority File: 91640350
- WorldCat: E39PCjJHv6MbR7kR4YDGg7wMxC